# 1 Live
1 Live (Eigenschreibweise 1LIVE) ist ein Hörfunksender des Westdeutschen Rundfunks mit Sitz in Köln.

## Geschichte
1 Live startete am 1. April 1995 als Nachfolger von WDR 1 um 5 Uhr morgens mit einer Ankündigung von Egon Hoegen und dem Song Here we go von Stakka Bo. Eins Live war zuvor der Name des Vormittagsprogramms auf WDR 1. Mit der Umbenennung des ersten Hörfunkprogramms und der konsequenten Neuausrichtung und Vermarktung reagierte der WDR auf den Konkurrenzdruck im Hörfunkmarkt, welcher durch Einführung der privaten Lokalradios in Nordrhein-Westfalen zu Beginn der 1990er Jahre gestiegen war. Auch die Konkurrenz durch angrenzende Rundfunkanstalten spielte eine Rolle: Im Süden von NRW war SWF 3 seit längerem bei jungen Hörern wesentlich beliebter als die WDR-Programme, im Norden hatte der NDR mit der Einführung von N-Joy im April 1994 vorgelegt. Mit der Programmreform sollte das erste Hörfunkprogramm des WDR wieder mehr jüngere Zuhörerschaft an sich binden. Mit Beginn des neuen Programmes wurde auch hier die Rundfunkwerbung eingeführt, die bis zu diesem Zeitpunkt lediglich in den Wellen WDR 2 und WDR 4 gesendet wurde, ebenso der halbstündlich gesendete Verkehrsfunk (Stau-Schau). Von April 1997 bis zum 21. März 2012 wurde das Programm von 1 Live im MediaPark Köln produziert. Seit dem 22. März 2012 kommt das Programm aus dem neuen 1-Live-Haus in der Kölner Innenstadt.

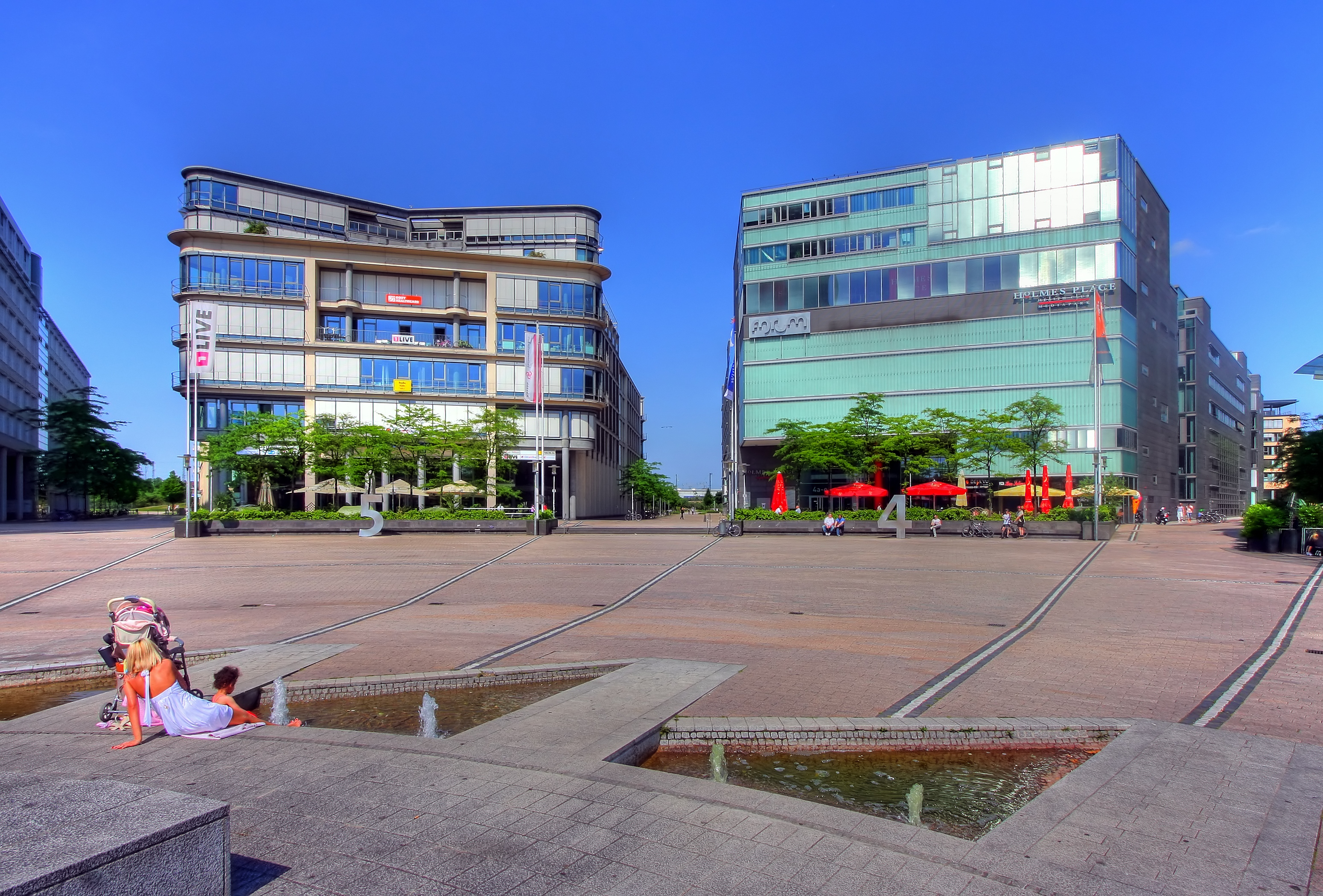
Blick auf das alte 1-Live-Sendezentrum im Kölner MediaPark

Am 1. September 2000 führte 1 Live erstmals eine Programmreform durch. In der Kernzeit zwischen 2 und 20 Uhr wurde das Programm nicht mehr in Sendungen unterteilt, sondern trug den Tag und die Zahl der jeweiligen Stunde als Titel, zum Beispiel „Eins Live – Donnerstag – Achtzehn“. Erst ab 20 Uhr gab es Namen für die einzelnen Sendungen, wozu beispielsweise montags bis donnerstags ab 20 Uhr der Kultkomplex gehörte, der verstärkt Musik abseits des Mainstreams spielte. Sonntags gab es im Abendprogramm die Sendung Heimatkult, die speziell Bands aus dem Sendegebiet vorstellte, und die Sendung Raum und Zeit. (Heute 1 Live Fiehe)
Am 5. Januar 2007 wurde erneut ein Relaunch durchgeführt. Das Programm wird seitdem stärker mit den Moderatoren verbunden, nach denen nun die Sendungen im Tagesprogramm zwischen 5 und 18 Uhr benannt sind. Zudem werden seit dem Relaunch wieder stärker informative Elemente in das Tagesprogramm eingebaut und der Sender bekam seine markante Station-Voice: Die Schauspielerin Camilla Renschke spricht seitdem alle Ansagen aus dem Off. Zwischen 18 und 20 Uhr wurde die Call-in-Sendung 1 Live – Sektor eingeführt, wie es sie bereits an gleicher Stelle zwischen 1996 und 2000 gab. Im Juni 2009 wurde das Programmschema erneut Veränderungen unterzogen.
Am 8. April 2013 gab es einen kleineren Relaunch, bei dem im Wesentlichen das Sounddesign überarbeitet wurde. Am Sendeschema gab es nur wenige Änderungen, wobei am auffälligsten die neue Sendung „Absolut Samstag“ (jeden Samstag, 9–14 Uhr) sein dürfte, die nun wöchentlich von Christian Terhoeven und Michael Dietz moderiert wurde. Im Rahmen des Relaunches wurde auch der Digitalkanal 1 Live Diggi überarbeitet, der von einem reinen unmoderierten Musikprogramm nun zu einem Programm umgebaut wurde, bei dem Nachwuchsmoderatoren und neue Konzepte getestet werden sollen.
Seit Ende 2020 hat 1 Live neue Jingles und mit diesen wurde auch das Programmschema leicht verändert. Die Sendungen heißen nun (bis auf Sondersendungen und Themensendungen) nur noch 1 Live im EPG. Auch wurde auf die Ankündigung der Moderatoren im Sendungs-Opener verzichtet. Dieser Schritt wurde Mitte 2024 wieder rückgängig gemacht.

### Senderlogos

Erstes Logo mit Claim ab 1995
Logo von 2002 bis Oktober 2007
Logo von 2007 bis April 2016
Aktuelles Logo seit 2016

## Musik und Programm
Tagsüber werden hauptsächlich Mainstream-Titel gespielt; daneben wird vor allem deutschen Newcomern Aufmerksamkeit geschenkt. So wurde die Band Wir sind Helden durch 1 Live unterstützt, bekannt gemacht und gespielt, noch bevor sie einen Plattenvertrag besaß. Nach eigenen Angaben soll jeder dritte gespielte Titel von einem deutschen, aber nicht notwendigerweise deutschsprachigen, Künstler stammen. Ab 20 Uhr hört man bei 1 Live überwiegend Musik abseits des Mainstreams. Bei 1 Live läuft hauptsächlich Popmusik, während 1 Live Diggi eher Dance und Hip-Hop spielt.

### Tägliche Sendungen (montags bis donnerstags)
Zwischen 5 und 20 Uhr sind alle Sendungen nach ihren Moderatoren benannt.

#### Morgens
Zwischen 5 und 10 Uhr wechseln sich 1 Live mit Olli Briesch und dem Imhof wöchentlich mit 1 Live mit Lara Heinz und Malte Völz ab. Gelegentlich übernehmen auch Janina Ribeiro und Leo Patz die Vertretung.

#### Vormittag
Zwischen 10 und 14 Uhr wechseln sich 1 Live mit Donya Farahani mit 1 Live mit Freddie Schürheck, 1 Live mit Simon Beeck und 1 Live mit Philipp Isterewicz ab.

#### Nachmittag
Zwischen 14 und 18 Uhr (bei Frühabends-Sonder-Sendungen bis 19 Uhr) läuft 1 Live Kammel und Kühler im Wechsel mit 1 Live mit Madeleine Sabel und Markus Fröhle, 1 Live mit Janina Ribeiro und Leo Patz und 1 Live mit Julian Ferber und Mitja Rybienski.

#### Frühabends
Zwischen 18 und 20 Uhr (nicht bei Frühabends-Sonder-Sendungen) werden von Montag bis Donnerstag die Themen des Tages in 1 Live
mit Benni Bauerdick im Wechsel mit Freddie Schürheck, mit Lisa Kestel, mit Linda Reitinger, mit Lennart Beissner und mit Celina Pegel noch einmal aufgearbeitet. Bis Juni 2024 moderierte Daniel Schlipf als Daniel Danger jeden Dienstag zwischen 18 und 20 Uhr die Sendung 1 Live Dangerzone.

#### Abends
Mo-Do ab 20 läuft 1 Live Plan B mit Tillmann Köllner im Wechsel mit Franziska Niesar.
Freitags lief bis dahin 15 Jahre lang die Kult-Sendung „Klubbing“ mit Mike Litt und DJ Larse, ein Mix aus Literatur und urbaner Musik. Anschließend begann die Sendung „1 Live Go!“ mit den Moderationsduo Philipp Isterewicz und Larissa Rieß, das von Show eins im Jahre 2015 bis Mai 2022 die Show moderierte. Über die Jahre kamen mehr Moderationsduos dazu wie beispielsweise Sophie Schramm und Gero Simone und Lara Heinz und Mitja Rybienski, die alle unterstützt wurden von DJ Jan-Christian Zeller mit den „1 Live Go-DJ-Mix-Sets“. Aktuell moderieren Madeleine Sabel und Markus Fröhle 1 Live Go!. Vertretungsweise wurde die Sendung zwischenzeitlich auch von Gero Simone moderiert. Jan-Christian Zeller ist für die Mixe zuständig. Seit der ersten Sendung im Jahr 2024 mixen Jan-Christian Zeller sowie DJ Mugzee die DJ-Sets. Während JC jeweils für vier Mixe verantwortlich ist, die wie auch in den Jahren davor aus neuen Remixen der aktuellen Hits oder Throwbacks und neuen Dance Tracks bestehen, spielt DJ Mugzee in seinen zwei Sets Songs aus dem Hip Hop Bereich.
Früher bestand das Abendprogramm (Montag bis Donnerstag) aus der Sendung „1 Live Plan B“, in der vor allem alternative und neue Musik eine gespielt wurden, freitags lief „1 Live Klubbing“. Gegen Ende eines Monats wurden die Sondersendungen „1 Live Plattenstreit“ und „1 Live Platten des Monats“ in das Programm eingebunden.

#### Weitere Sendungen am Abend
Von Montag bis Donnerstag gibt es noch folgende Sendungen (jeweils von 23 Uhr bis 0 Uhr):
| Sendung               | Senderhythmus                                                                                                  | Sendetag   |
| --------------------- | --- | ---------- |
| 1 Live Kassetten-Deck | wöchentlich im Wechsel mit (wenn im Programm) 1 Live Konzertsommer (bzw. -winter)                              | Montag     |
| 1 Live Reportage      | einmal im Monat (In der Sommerpause von 1 Live Sound-Stories jede Woche) (im Wechsel mit 1 Live Sound-Stories) | Dienstag   |
| 1 Live Soundstories   | 3–4 mal pro Monat (im Wechsel mit 1 Live Reportage)                                                            | Dienstag   |
| 1 Live Intimbereich   | wöchentlich | Dienstag   |
| 1 Live Gute Leute     | wöchentlich | Mittwoch   |
| 1 Live Krimi          | alle 14 Tage (im Wechsel mit 1 Live Shortstory)                                                                | Donnerstag |
| 1 Live Shortstory     | alle 14 Tage (im Wechsel mit 1 Live Krimi)                                                                     | Donnerstag |

Von Montag bis Freitag weitere Sendungen (jeweils von 0 Uhr bis 1 Uhr).
| Sendung               | Sendetag                                                             | Dauer           |
| --------------------- | -------------------------------------------------------------------- | --------------- |
| 1 Live HipHop Session | Freitag                                                              | von 0 bis 1 Uhr |
| 1 Live Rock Session   | Mittwoch (Ausstrahlung in 1 Live Diggi, Hauptausspielweg 1 Live App) | von 0 bis 2 Uhr |

### Nachts
Seit dem 12. Juni 2018 wird Montags bis Freitags von 0 – 5 Uhr und Samstags und Sonntags von 1 – 6 Uhr Die junge Nacht der ARD live gesendet. Dabei werden aktuelle Titel des Mainstreams gespielt, die jeweils zur vollen Stunde durch Nachrichten unterbrochen werden, diese werden vom Westdeutschen Rundfunk übernommen. Außerdem werden halbstündliche Verkehrsmeldungen gesendet. Anders als tagsüber werden bundesweite Verkehrsmeldungen mit Gefahrenmeldungen gesendet, da Die junge Nacht der ARD auf allen Jugendradios der ARD, außer Puls und Bremen Next, läuft.
Die Sendung wird von Kotaro Dürr, Fritz Schaefer, Linda Reitinger, Mitja Rybienski, Lennart Beissner, Adrian Pflug, Sebastian Röbke, Jule Blaase und Philip Strunk im Wechsel moderiert.

### Tägliche Sendungen (montags bis samstags)
Zwischen 5 Uhr und 10 Uhr werden halbstündlich (Montag bis Samstag) Nachrichten (anfangs Prompt, heute Infos) und Wetter (Sektorwetter) gesendet, in der übrigen Zeit und an Sonntagen nur stündlich. Bekannte Nachrichtenmoderatoren sind unter anderem Benjamin Paries, Tim Esselmann, Katharina Nießen, Matthis Dierkes und Lisa Bertram.
Verkehrsmeldungen (Stauschau) werden tagsüber und abends halbstündlich gesendet, wobei diese oft aufgrund der durchgehenden Sendungen wie der 1 Live Lesung, des 1 Live Talk oder anderen Sondersendungen entfallen. Aktuelle Gefahrenmeldungen werden allgemein nicht berücksichtigt. Stattdessen wird der Dienst Enhanced Other Networks angeboten, sodass die Verkehrsmeldungen des Servicesenders WDR 2 empfangen werden können.
In das Tagesprogramm sind Beiträge zu speziellen Themen eingestreut, in denen ein Reporter dem Moderator von Klatsch und Tratsch der Popszene (1 Live Pop), dem Kinoprogramm (1 Live Kino), neuen Computerspielen (1 Live Spiele), Fußball (1 Live Elfer) oder aktuellen Ereignissen in Politik und Gesellschaft (1 Live Update) berichtet. Außerdem gibt es Studiogäste und viele Comedy-Beiträge, die teilweise tagesaktuell produziert und auch teilweise als Podcast zur Verfügung gestellt werden.

### Sendungen am Wochenende (Samstag und Sonntag)

#### Samstag
- 1 Live mit Fritz Schäfer im Wechsel mit Lennart Beissner und mit Lisa Kestel.
- 1 Live 396 – mit Freddie Schürheck und Bennie Bauerdick (Samstag 9 - 14 Uhr)
- 1 Live mit Linda Reitinger im Wechsel mit Philipp Isterewicz und mit Lisa Kestel (Samstag 14 - 18 Uhr)
- 1 Live Moving mit Jan-Christian Zeller (Samstag 18 - 22 Uhr)
- 1 Live DJ Session mit Moguai (Samstag 22 - 01 Uhr)

1. Stunde (22:00 - 23:00 Uhr): DJ-Session Host Moguai
2. Stunde (23:00 - 00:00 Uhr): DJ-Session Gast DJs wie David Guetta oder Tiesto
3. Stunde (00:00 - 01:00 Uhr): DJ Session Residents wie Claptone oder Purple Disco Machine

#### Sonntag
- 1 Live mit Fritz Schäfer immWechsel mit Celina Pegel (Sonntag 6 - 9 Uhr)
- 1 Live mit Linda Reitinger im Wechsel mit Benni Bauerdick und mit Lisa Kestel (Sonntag 9 - 14 Uhr)
- 1 Live Neu-für-den-Sektor-Sonntag mit Philipp Isterewicz (Sonntag 14 - 18 Uhr)
- 1 Live mit Kotaro Dürr im Wechsel mit Franziska Niesar (bis zum 16. Juli 2017 mit Mike Litt, bis Dezember 2023 mit Mona Ameziane) (Sonntag 18 - 21 Uhr)
- 1 Live Fiehe mit Klaus Fiehe (Sonntag 22 - 1 Uhr)

### Weitere Sendungen

#### 1 Live 396 – der neue Samstagvormittag in 1 Live
Seit Juli 2024 moderieren Freddie Schürheck und Daniel Danger jeden Samstag von 9 - 14 Uhr die Show „1 Live 396“. Dabei wird jede Woche eine der 396 Gemeinden in Nordrhein-Westfalen bzw. dem „1 Live-Sektor“ besucht. Daniel Danger sendet live aus der jeweiligen Gemeinde und stellt den Ort vor, trifft Menschen von dort oder muss Aufgaben bestehen. Unterstützt wird er von Freddie Schürheck, die aus dem Studio in Köln moderiert. Seit Juni 2025 moderiert Benni Bauerdick die Sendung zusammen mit Freddie Schürheck, nachdem sie bereits von 2021 bis 2023 als Moderationsduo der Morningshow fungierten.

### Ehemalige Sendungen
- 1 Live Kruising (Vorgänger von 1 Live Moving, Nachfolger von 1 Live Partyservice, wurde zwischen 21. August 2004 bis Ende 2006 jeweils samstags zwischen 20 und 2 Uhr gesendet)
- 1 Live Nachtaktiv (Vorgänger von 1 Live Partyservice, wurde seit Sendestart bis Ende 1995 samstags zwischen 20 und 0 Uhr gesendet)
- 1 Live Partyservice (Nachfolger von 1 Live Nachtaktiv. Wurde immer samstags von 20 bis 0 Uhr, ab Oktober 1999 bis 5 Uhr gesendet und übernahm 1 Live Treibhaus. Im Oktober 2000 erfolgte eine weitere Verlängerung bis 6 Uhr. Wurde von Anfang 1996 bis zum 14. August 2004 gesendet, danach durch 1 Live Kruising ersetzt)[16]
- 1 Live Lattenknaller (Samstag zwischen 14 und 18 Uhr die aktuellen Deutschen Charts mit Berichterstattung zu den Spielen der Fußballbundesliga, moderiert von Stephan Laak und Piet Blank)
- 1 Live SonderBar (Call-In-Sendung zu Themen des Tages, ähnlich 1 Live Sektor. Moderiert von Thomas Hackenberg, Peter Großmann, Robert Treutel und Arnd Zeigler)
- 1 Live Raum und Zeit (wurde umbenannt in 1 Live Fiehe)
- 1 Live Treibhaus (Wurde von 1995 bis 1999 sonntags zwischen 0 und 2 Uhr ausgestrahlt, danach in den 1 Live Partyservice integriert. Moderiert und gestaltet wurde die Sendung von den DJs Steffen Irlinger und Ingo Sänger)
- Hitfahrzentrale (die von 1 Live-Hörern zusammengestellten Top-20-Hits, sonntags zwischen 14 und 16 Uhr)
- Kult Komplex (montags bis freitags zwischen 20 und 22 Uhr)
- Nerz und Herz (sonntags zwischen 18 und 20 Uhr)
- 1 Live Eine Kurze Sendung zum Stand des Humors (sonntags zwischen 18 und 20 Uhr)
- 1 Live – Die ganz große Jan Böhmermann Radioschau (Letzten Mittwoch des Monats 17–18 Uhr, am darauf folgenden Sonntag 19–21 Uhr bis Januar 2011)
- 1 Live Beeck und Böhmermann (Montag bis Freitag zwischen 14 und 18 Uhr bis April 2011)[17]
- 1 Live das Allerbeste am Samstag (Samstag 9–14 Uhr) (bis 6. April 2013, Vorgänger von 1 Live Absolut Samstag)
- Raabio mit Stefan Raab (mittwochs von Mai 1997 bis Dezember 1998)
- 1 Live Beeck & Guse (ehemalige Show mit Simon Beeck und Chris Guse bis Ende 2013)
- 1 Live mit Terhoeven und dem Dietz
- 1 Live mit Frau Heinrich

(bis Anfang 2016)
- 1 Live Elfer (als eigene Sendung)

(bis zum 23. Mai 2016)
- 1 Live Domian

(bis zum 17. Dezember 2016)
- 1 Live die Schorn-Show mit Thorsten Schorn

(von 2001 bis zum 19. Mai 2017)
- 1 Live Klubbing unterwegs
- 1 Live Beeck und Middendorf
- 1 Live Gold (bis 9. Juni 2018)
- 1 Live Plan B Playlist (bis 7. Juni 2018)

### Comedy
Im Programm sind immer wieder Comedy-Beiträge zu hören. Hierzu zählten anfangs die Eins-Live-Retter, ein Sanitäter-Trio, bestehend aus dem etwas schusseligen Dr. Ingo, seinem Fahrer Rufus und dem Zivi Ronny, die stets mehr Katastrophen verursachen als sie verhüten sollten – mit entsprechenden Konsequenzen. Auch der „Eins Live Ponyhof“ ist aus den Anfangstagen bekannt.
Seit 1996 bot das Comedy-Duo Onkel Fisch verschiedene regelmäßige Comedy-Sendungen an. Die Bekannteste hierbei ist Sataan – Die Serie, in der der Höllenfürst stets erfolglos versucht, die Welt zu zerstören und dabei immer an irgendwelchen Missverständnissen scheitert. In den Sommerferien wurden Spezialfolgen ausgestrahlt, in denen Sataan im Urlaub in ein Fettnäpfchen nach dem anderen tritt. Weitere Sendungen von Onkel Fisch sind Grillstube Saloniki, Der kleine junge Mann (später Zivi) von nebenan, Eins-Live-Dating-Show und die ReimReiter.
Zahlreiche Comedyserien, die bereits in den ersten Jahren des Sendebetriebs liefen, stammten vom Produzentenduo Attacke Pinguin (Bernd Kirchhöfer und Peter Saurbier, dem späteren Tony Mono). Teilweise über mehrere Jahre erfolgreich liefen Das Titelmädchen von Live Eins sowie Megahits nach Noten – Musikschule Lempinsky. Letzteres war ein Vorläufer des Tony-Mono-Konzepts, bei welchem aktuelle Charthits von einem Musikschullehrer und seinem Schüler gecovert wurden. Ebenso von Attacke Pinguin stammte Die Biene Mayer über die Abenteuer der erwachsenen Biene und ihren offen homosexuell lebenden Freund Willy. Als Guido Westerwelle Vize-Kanzler unter Angela Merkel war, wurde diese Serie in etwas veränderter Form fortgeführt als Westerwilli und die Biene M., die ihr teilweise problematisches Verhältnis zueinander in Beziehung zur Zeichentrickserie Biene Maja setzte.
Am längsten bisher lief das Radiorätsel, das fast täglich gegen 12:15 Uhr ausgestrahlt wurde. In kurzen, detailreich ausgestatteten Hörspielen wurden mit verschiedenen charakteristischen Stimmen Wortspiele dargestellt, deren Lösung man mitraten konnte. Zwischen 1995 und 2003 produzierte Attacke Pinguin über 2000 Folgen, für die auch Hörer Anregungen einsandten. Erst gegen Ende der Laufzeit hatte das Radiorätsel keinen festen Sendeplatz mehr. 2010 und 2011 wurde eine Neuauflage des Radiorätsels, bei der auch Bernd Kirchhöfer mitwirkte, über einige Monate ausgestrahlt.
Nach dem großen Erfolg von Herbert Grönemeyers Album „Mensch“ produzierte Attacke Pinguin die Serie Ähnie und Herr Bert, in der Herr Bert – wie sein Pendant aus der Sesamstraße – mit dem nervigen Ähnie in einer WG wohnt. Da Ähnie ihn immer beim Proben stört, tut Herr Bert seinen Ärger in wortreichen und komplizierten Beschreibungen kund. Als die Serie beendet werden sollte, erschien Grönemeyers Album „12“, so dass noch eine Fortsetzung mit Ich, Herr Bert gemacht wurde.
Von 2006 an lief „Lukas’ Tagebuch“, welches das Leben des Fußballers Lukas Podolski parodiert. Hiergegen wollte der Fußballspieler sogar mit juristischen Mitteln vorgehen. Die Klage gegen den WDR wurde jedoch zurückgezogen, aber er gab in den ersten zwei Wochen der FIFA-WM 2006 gegenüber der ARD keine Interviews.
Außerdem gibt es unter anderem die „O-Ton-Charts“, die witzige Aussagen aus Fernsehen und Radio enthalten. Wöchentlich werden aus den Top 5 und fünf Neuvorstellungen die neuen Top 5 gewählt. Am Jahresende gibt es die „Jahres O-Ton-Charts“.
Ein weiterer Comedian ist Jimmy Breuer, seine Formate liefen unter dem Titel Bei Anruf Breuer (Spaßanrufe) oder Jimmy Breuer hat ’nen Kurzen. Er wurde im offiziellen 1 Live-Programm als der hellste Stern am Spaßfirmament beschrieben und persiflierte schlechte deutsche Stand-up-Comedy durch flache Witze und umso größeres Selbstbewusstsein. Vor allem bei Jimmy Breuer hat ’nen Kurzen rief das (fiktive) Publikum ihm Parolen wie Hau ab! und Verpiss dich! zu, aber trotz allem gab sich Jimmy Breuer so naiv, dass er sich immer noch für einen der besten Comedians hielt. Über diese Art der Comedy herrschte bei den 1 Live-Hörern geteilte Meinung.
Ab Januar 2011 lief das Comedy-Format Noob und Nerd fast täglich. Es handelte von einer WG mit Noob Manuél, Nerd Dennis und der spanischen Austauschschülerin Si. Die Serie spielte mit Klischees wie zum Beispiel dem „verklemmten“, unsicheren, schüchternen und auch etwas weltfremden Manuél oder dem Technikfreak Dennis, welcher die meiste Zeit fern sah und alles mit etwas aus der Technikszene assoziierte. Weitere Akteure waren Herr Braunschweig (der Vermieter), ein Mann „alter Schule“, welcher teilweise ein nahezu militärisches Auftreten und eine etwas extreme Meinung hatte, die neurotische Nachbarin Veronica Ferres, deren Stimme allerdings nie klar, sondern nur hell, schnell und unverständlich dargestellt wurde und der Metalnachbar Jörg. Auch diese Personen traten sehr klischeehaft auf. Die Folgen von „Noob und Nerd“ waren außerdem als Comic im 1 Live Fernseher zu sehen.
Außerdem gibt es auch die Radiocomedy Dennis ruft an. Die fiktiven Anrufe des Zuhörers Dennis aus Hürth beschreiben absurde Situationen im Leben eines als sozial-schwachen und bildungsfern dargestellten fiktiven Berufsschülers aus Hürth. Die Sendung spielt dabei mit den in Köln verbreiteten Vorurteilen gegenüber Bewohnern des Rhein-Erft-Kreises. Außerdem gab es noch die Comedy-Sendungen Jesus und Global Geiss (ab Juli 2012); seit Januar 2015 gibt es den 1 Live Babo-Bus, der erstmals im November 2014 im Programm war und im Rahmen des 1 Live Comedy-Novembers lief. Aufgrund großer Beliebtheit läuft sie seit Januar 2015 im Regelprogramm von 1 Live. Bis zum 22. Dezember 2015 gab es den 1 Live 90er Park, in dem Komiker Luke Mockridge nochmals auf die 90er zurückblickte. Dieser war ebenfalls erstmals im Rahmen des Comedy-Novembers 2014 im Programm und lief danach im Regelprogramm von 1 Live.
Für längere Zeit hatte auch Mirja Boes ein eigenes Format namens Mirja to go.

Außerdem konnte 1 Live einen weiteren bekannten Comedian für sein Programm gewinnen, nämlich Dave Davis alias „Motombo Umbokko“, der ab August 2010 wöchentlich auf Motomobos Sektor-Safari ging. Aufhänger für dieses Format war die Fußball-Weltmeisterschaft 2010 in Südafrika.
Im Rahmen der 1 Live Hörsaalcomedy (siehe unter „Veranstaltungen“) wurde Werkerpedia – Das 1 Live Radioreferat eingeführt, wobei David Werker Studentenweisheiten aus seinem Germanistikstudium zum Besten gibt.
Ferner gab es aktuelle Nachrichten als Mallorca-Bierzeltlied „Ballermann Nachrichten“ sowie es die Serie Wulffmother, die sich auf Christian Wulff und seine Mutter bezog und von Juni bis Juli 2010 lief.
Eine weitere bekannte Comedy ist der fiktive Plattenproduzent Tony Mono, der aktuelle Songs aus den Charts mit eigens gesungenen Texten mischt und von Peter Saurbier verkörpert wird. Zusätzlich gibt es zum Wochenende immer freitags den „Wettervorhersong“, in dem das Wetter zum Wochenende in einem Lied aus den Charts verpackt wird. Außerdem gibt es ausgewählte Specials, beispielsweise jährlich in der Weihnachtszeit „Tony Monos Adventskalender“, bei dem die Songs alle auf Weihnachten thematisiert sind. Im Herbst 2009 war Tony Mono damit auch auf Tour und besuchte 13 Clubs im „Sektor“ (NRW). Zum Auftakt der Tony Mono World Tour 2012 konnten 24 1-Live-Hörer den Starproduzenten live in Las Vegas erleben.
Je nach Anklang bei den Hörern gibt es Comedyserien, die jahrelang produziert werden, andere jedoch schon nach wenigen Folgen ihr Ende finden. Dies passiert häufig dann, wenn eine Serie keinen aktuellen Stoff liefert, beispielsweise gab es lediglich drei Folgen zu „Die Akte Ulla“ aus Anlass zu der Dienstwagenaffäre von Ulla Schmidt oder „Das Fummelcamp“ Anfang 2009 aus Anlass der vierten Staffel des Dschungelcamps. Auch Schnuffel, der 2008 mit einem Überraschungshit wochenlang auf Platz eins der deutschen Singlecharts stand, wurde mit fiktiven Crossovers, beispielsweise mit dem Song Junge von Die Ärzte oder Engel von Rammstein in dieser Zeit veräppelt. Andere Serien wie „Lukas' Tagebuch“ (fiktives Tagebuch von Lukas Podolski, gesprochen von Jan Böhmermann) oder „Tony Mono“ (siehe oben) laufen jahrelang. Von der „Radiotelenovela“ mit dem Titel „Timo – Wege zum Glück“ wurden 3 Staffeln (mit Unterbrechung zwischen den einzelnen Staffeln) produziert. Wiederum andere Comedyserien erleben ein jährliches Wiedersehen, beispielsweise die „Osterpopphasen“ vor Ostern, „Lars, der Laubsauger“ im Herbst und „Karl Konfetti (Lachen ist für die beste Medizin)“ zu Karneval, die auch teilweise als Podcast zur Verfügung gestellt werden.
Seit 2013 findet die 1LIVE Köln Comedy-Nacht XXL in der Lanxess Arena (Köln) statt. Sie gilt als größte Comedy-Mix-Show Europas. Seit 2016 überträgt der WDR-Jugendsender 1 Live dieses Comedy-Ereignis.

### Weitere Sender und Projekte

#### 1 Live Diggi

Aktuelles Logo von 1 Live Diggi

Seit dem 16. August 2004 gibt es zusätzlich zum Programm von 1 Live den werbefreien Kanal 1 Live Diggi. Er sollte eine Alternative zum Hauptprogramm ohne Moderationen oder ähnliche Unterbrechungen darstellen. Einzig die 1 Live Infos und einige Comedy-Formate unterbrachen das Programm kurzzeitig.
Der Sender wird seit dem 11. April 2013 täglich von 16:00 bis 20:00 Uhr im Wechsel von Johanna Tänzer, Gero Simone, Mitja Rybienski, Madeleine Sabel, Markus Fröhle, Fritz Schaefer, Sophie Schramm, Malte Völz, Linda Reitinger, Janina Ribeiro und Lara Heinz moderiert. Musik wird insbesondere in den Stilrichtungen Dance, Pop und Hip-Hop gesendet. Montags bis donnerstags laufen nachts ab Mitternacht die „1 Live Specials“ auf dem Sender, bei dem die Webstreams Plan B, Neu für den Sektor, HipHop und Schenkt euch Liebe parallel auf 1 Live Diggi übertragen werden.
1 Live Diggi kann über das Internet als Stream, über Antenne (DAB), Satellit (DVB-S) und in den Kabelnetzen (DVB-C) empfangen werden.

#### 1 Live Kunst
Am 4. Oktober 2006 startete mit 1 Live Kunst ein Kanal, der sich mit kulturellen Themen und anspruchsvoller Popmusik beschäftigt. Ab 15:15 Uhr wurde ein vierstündiges Programm gesendet, das in einer Schleife bis zum jeweils nächsten Nachmittag wiederholt wurde. 1 Live Kunst vereinte alternative Musik mit vielfältigen Beiträgen von WDR 2, WDR 3, WDR 5 und aus eigener Produktion. Trotz positiver Kritiken und geringer Produktionskosten blieb das Programm bis zum Schluss auf die Verbreitung per Livestream beschränkt. Am 28. Mai 2009 sendete 1 Live Kunst zum letzten Mal, im Zuge des 12. Rundfunkstaatsvertrages wurde das Programm eingestellt.
Die Moderatoren waren Rebecca Link, Sonja Meschkat, Manuel Unger und Mike Litt.

#### 1 Live Fernseher
Seit Juni 2008 bietet der „1 Live Fernseher“ als Mediathek hauptsächlich Videos über 1 Live (Studiogäste, Radiokonzert-Aufnahmen, Radioshows und Comedy-Videos) an, darüber hinaus werden aber auch Videos aus dem gesamten Programm von ARD und WDR implementiert, so auch Ausschnitte aus der WDR-Fernsehserie Dittsche und der ARD-Fernsehshow „Harald Schmidt“.

#### 1 Live Freundeskreis / 1 Live Liebesalarm
Unter dem Titel 1 Live Liebesalarm bot 1 Live eine Flirtcommunity an. Aufgrund der Änderungen des 12. Rundfunkstaatsvertrages, bei dem Partnerschaftsbörsen nicht mehr erlaubt sind, wurde die Community in 1 Live Freundeskreis umbenannt.
Im Radioprogramm gab es die Rubrik Single des Tages, in dem ein männlicher oder weiblicher Single vorgestellt wurde, welcher Mitglied in der Community war. Außerdem gab es die 1 Live Liebesalarm Party in abwechselnden Städten in Nordrhein-Westfalen, bei der ein DJ zusammen mit einem 1-Live-Moderator Musik auflegte. Da diese beiden Inhalte nicht von dem Verbot betroffen waren, gab es diese auch weiterhin.
Der 1 Live Freundeskreis wurde neu gestaltet und mit neuen Funktionen ausgestattet. Seit der Umgestaltung wurde der Freundeskreis öfter im Programm von 1 Live integriert. Am 15. Januar 2016 wurde der 1 Live Freundeskreis jedoch offline gestellt.
Die Elon Musk Story
2023 produzierte 1 Live den fünfteiligen Podcast Die Elon Musk Story, die von den Journalisten Sarah Kriesche, Klaus Uhrig, Michael Förtsch und Christian Schiffer recherchiert wurde. Der Podcast befasst sich mit dem Leben und dem öffentlichen Bild des Unternehmers Elon Musk. Die Elon Musk Story wurde von Medien positiv besprochen und belegte zeitweise Platz 1 der Apple-Podcast-Charts.

## Moderatoren

### Derzeitige Moderatoren im Hauptprogramm
| Moderator(in)                      | Sendung(en) | Zeitraum  |
| ---------------------------------- | --- | --------- |
| Klaus Fiehe                        | - 1 Live Fiehe mit Klaus Fiehe | 1995–     |
| Michael Imhof                      | - 1 Live mit Olli Briesch und dem Imhof | 1997–     |
| Olli Briesch                       | - 1 Live mit Olli Briesch und dem Imhof - „1Live mit Olli und dem Briesch“ | 1999–     |
| Moguai                             | - 1 Live DJ Session mit Moguai | 2000–     |
| Jan-Christian Zeller               | - 1 Live Moving mit Jan-Christian Zeller - 1 Live Go (DJ-Sets) | 2003–     |
| Simon Beeck                        | - 1 Live mit Simon Beeck - 1 Live Beeck und Böhmermann - 1 Live Beeck und Middendorf - 1 Live Beeck und Michaelsen | 2008–     |
| Freddie Schürheck                  | - 1 Live mit Freddie Schürheck - 1 Live 396 mit Freddie Schürheck und Daniel Danger - 1 Live mit Freddie Schürheck und Benni Bauerdick | 2013–     |
| Philipp Isterewicz                 | - 1 Live mit Philipp Isterewicz - 1 Live mit Larissa Rieß und Philipp Isterewicz - 1 Live Neu für den Sektor mit Phillip Isterewicz - Die Junge Nacht der ARD mit Philipp Isterewicz - (seit dem 11. April 2013 schon bei 1-Live-Ableger Diggi) | 2014–     |
| Jörn Behr                          | - 1 Live Reportage mit Jörn Behr | 2014–     |
| Lisa Kestel                        | - 1 Live mit Lisa Kestel - (seit dem 11. April 2013 schon bei 1-Live-Ableger Diggi) | 2014–     |
| Tilmann Köllner                    | - 1 Live Plan B mit Tilman Köllner | 2015–     |
| Franziska Niesar                   | - 1 Live Plan B mit Franziska Niesar - 1 Live Stories mit Franziska Niesar | 2015–     |
| Johanna Tänzer                     | - 1 Live mit Johanna Tänzer - (seit 2013 beim 1-Live-Ableger Diggi) | 2015–2024 |
| Kotaro Dürr                        | - 1 Live Stories mit Kotaro Dürr - Die Junge Nacht der ARD mit Kotaro Dürr - 1 Live Rock Session mit Kotaro Dürr - 1 Live Plan B (Vertretungsweise) - 1 Live Neu für den Sektor (Vertretungsweise)                                              | 2015–     |
| Benni Bauerdick                    | - 1 Live mit Benni Bauerdick - 1 Live mit Freddie Schürheck und Benni Bauerdick - (seit Juni 2015 beim 1-Live-Ableger Diggi) | 2015–     |
| Maike Greine                       | - 1 Live mit Maike Greine - 1 Live Stories (Vertretungsweise) - (seit Mai 2015 beim Ableger Diggi) - Seit 2023 keine 1 Live Moderatorin mehr | 2015–2023 |
| Matthias Kammel                    | - 1 Live Kammel und Kühler - 1 Live mit Matthias Kammel - 1 Live mit Ron Kühler | 2016–     |
| Ron Kühler                         | - 1 Live Kammel und Kühler - 1 Live mit Matthias Kammel - 1 Live mit Ron Kühler | 2016–     |
| Mona Ameziane                      | - 1 Live Stories mit Mona Ameziane | 2017–2023 |
| DJ Mugzee                          | - 1 Live Hip Hop Session mit DJ Mugzee - 1 Live Go (DJ-Sets) | 2017–     |
| Martin Klempnow (Dennis aus Hürth) | - 1 Live Der Sektor ruft an - 1 Live Dennis ruft an | 2017–     |
| Linda Reitinger                    | - 1 Live mit Linda Reitinger - Die Junge Nacht der ARD mit Linda Reitinger - 1 Live mit Linda Reitinger und dem Meyer (bis Februar 2020) | 2017–     |
| Lara Heinz                         | - 1 Live mit Lara Heinz - 1 Live mit Lara Heinz und Malte Völz - 1 Live mit Lara Heinz und Mitja Rybienski (bis 2021) - Die Junge Nacht der ARD mit Lara Heinz - (seit 2018 beim Ableger Diggi)                                                 | 2018–     |
| Markus Fröhle                      | - 1 Live mit Markus Fröhle - Die junge Nacht der ARD mit Markus Fröhle - 1 Live Go mit Markus Fröhle und Madeleine Sabel - 1 Live mit Markus Fröhle und Madeleine Sabel - (seit August 2018 beim Ableger Diggi)                                 | 2018–     |
| Fritz Schaefer                     | - 1 Live Dumm gefragt mit Fritz Schaefer - 1 Live mit Fritz Schaefer (immer Sonntags von 06-09h) - Die junge Nacht der ARD mit Fritz Schaefer - (seit Juni 2018 beim Ableger Diggi)                                                             | 2018–     |
| Donya Farahani                     | - 1 Live mit Donya Farahani | 2020–     |
| Gero Simone                        | - 1 Live mit dem Simone - 1 Live Sophie Schramm und der Simone (bis 2020) - 1 Live Go (Vertretungsweise) - Die Junge Nacht der ARD mit Gero Simone                                                                                              | 2020–     |
| Sophie Schramm                     | - 1 Live mit Sophie Schramm - 1 Live Sophie Schramm und der Simone (bis 2020) | 2020–2024 |
| Alexander Franz                    | - 1 Live mit Alex Franz - Die Junge Nacht der ARD mit Alex Franz - Seit 2023 kein 1 Live Moderator mehr | 2020–2023 |
| Madeleine Sabel                    | - 1 Live Go mit Markus Fröhle und Madeleine Sabel - 1 Live mit Markus Fröhle und Madeleine Sabel | 2022–     |
| Sabine Lebek                       | - Die junge Nacht der ARD mit Sabine Lebek | 2021–2023 |
| Lennart Beissner                   | - 1 Live mit Lennart Beissner - Die junge Nacht der ARD mit Lennart Beissner | 2023–     |
| Leo Patz                           | - 1 Live mit Janina Ribeiro und Leo Patz | 2024–     |
| Janina Ribeiro                     | - 1 Live mit Janina Ribeiro und Leo Patz | 2024–     |

### Derzeitige Moderatoren bei 1 Live Diggi
| Moderator(in)                                                                                             | Zeitraum         |
| --- | ---------------- |
| Johanna Tänzer (seit April 2015 im Hauptprogramm von 1 Live)                                              | 2013–2024        |
| Benni Bauerdick (seit 6. Dezember 2015 auch im Hauptprogramm von 1 Live)                                  | 2015–            |
| Gero Simone                                                                                               | 2016–            |
| Kraftklub (Radio mit K)                                                                                   | 25. August 2016– |
| Lara Heinz                                                                                                | 17. Januar 2018– |
| Fritz Schaefer                                                                                            | 2018–            |
| Markus Fröhle                                                                                             | 2018–            |
| Malte Völz (seit 2024 auch im Hauptprogramm bei 1 Live, Mo. – Fr. „1 Live mit Lara Heinz und Malte Völz“) | 2019–            |
| Madeleine Sabel                                                                                           | 2022–            |
| Lennart Beissner                                                                                          | 2023-            |

### Ehemalige Moderatoren
Einige ehemalige Moderatoren von 1 Live sind inzwischen bekannte Fernsehmoderatoren, wie z. B. Kena Amoa, Anja Backhaus, Jan Böhmermann, Thomas Bug, Andreas Bursche, Michael Dietz, Simon Dömer, Jürgen Domian, Sabine Heinrich, Laura Larsson, Jeannine Michaelsen, Tina Middendorf, Stefan Raab, Thorsten Schorn, Jörg Thadeusz, Catherine Vogel, Joko Winterscheidt, Arnd Zeigler und Linda Zervakis.
Daneben gehörten Noah Sow, Piet Blank, Jürgen Mayer, Ulli Luckhaus, Stephan Karkowsky, Mike Litt, Stephan Laack, Robert Treutel, Stefan Quoos, Jan Malte Andresen, Steffi Neu, Kerstin Janse, Steffi Klaus, Felix Parbs, Marcus Lorenz, Miriam Pielhau, Stefan Holler, Susanne Rabsahl, Christoph Flach, Thomas Hackenberg und Martin Günther zu den Moderatoren der ersten Jahre.
Larissa Rieß, auch bekannt als Lari Luke, war bis 2022 feste Moderatorin bei 1 Live und moderierte zusammen mit Philipp Isterewicz. Sie gehört aktuell zum 1 Live DJ-Session Residenz-Team und spielt alle paar Wochen Samstags zwischen 0 und 1 Uhr ein DJ-Set.

## Empfang

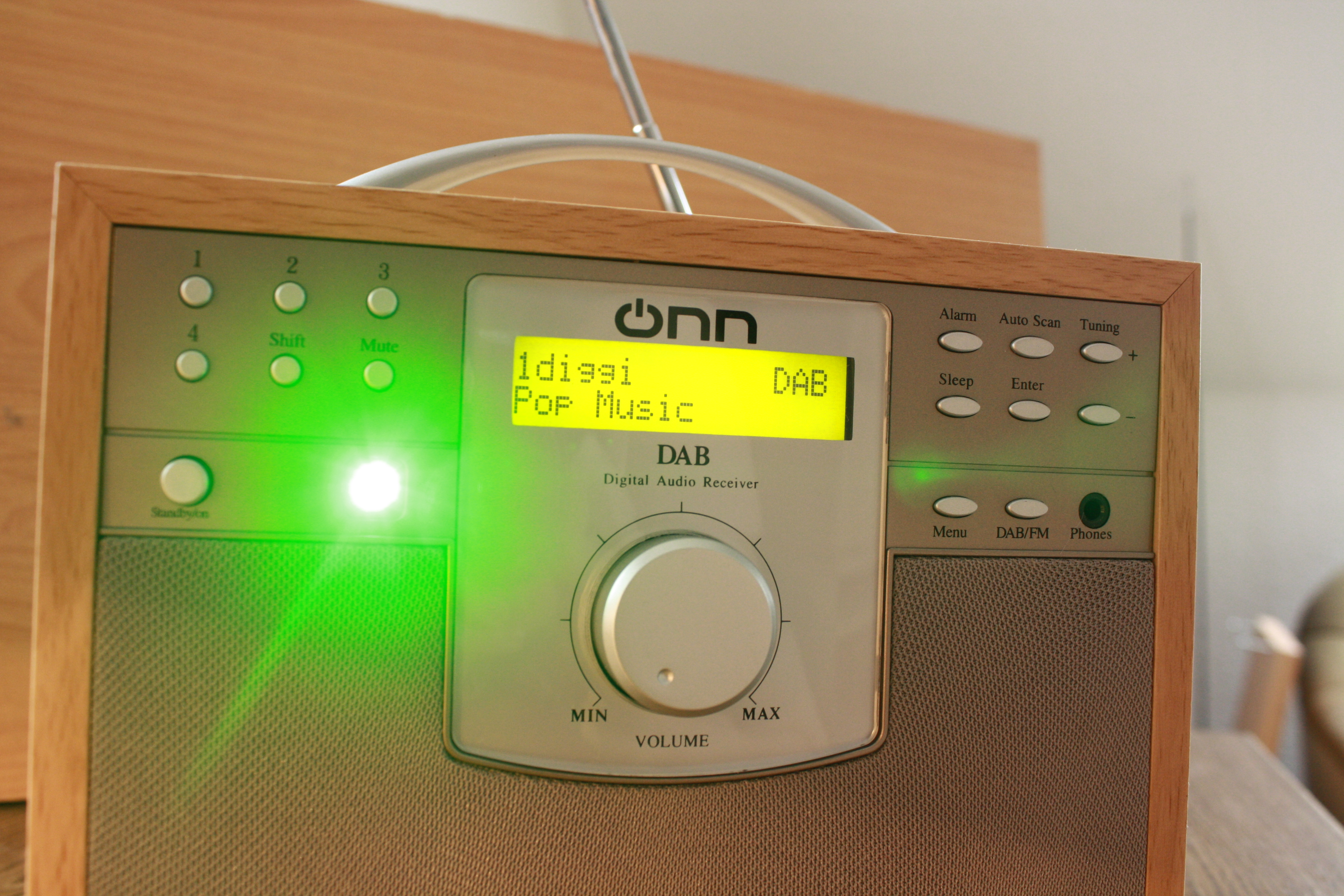
1 Live Diggi auf DAB

1 Live ist über UKW, Kabel, DAB+, DVB-S2, DVB-C und über Internet-Livestream (Webradio) sowie seit 2013 über die 1-Live-App zu hören. Dabei ist das Programm über UKW und DAB+ in ganz Nordrhein-Westfalen sowie in angrenzenden Gebieten zu empfangen. Hier wird 1 Live auch im Regelfall in das Kabelnetz eingespeist. In Berlin und in weiteren Bundesländern wird die Welle ebenfalls ins Kabelnetz eingespeist. Die ehemalige WDR 1-Mittelwellenfrequenz beim Sender Bonn wurde mit dem Sendestart an WDR 2 abgegeben und in der Leistung stark reduziert. 1 Live ist eine der wenigen jungen Wellen in der ARD, die in ihrem Sendegebiet flächendeckend über UKW abgestrahlt wird.
1 Live gehört trotz seit einigen Jahren sinkender Hörerzahlen zu den meistgehörten Radiosendern in Deutschland.

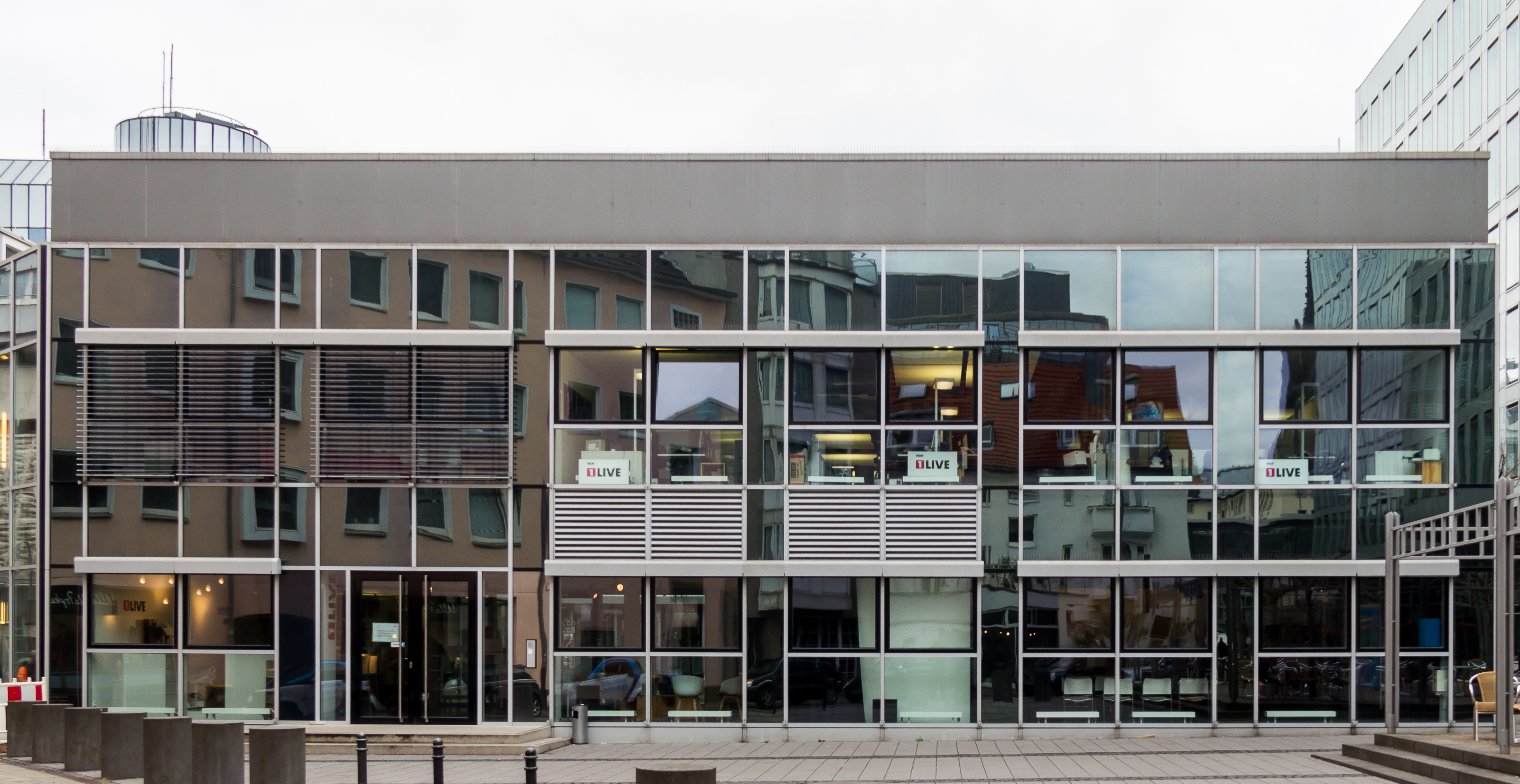
Das 1Live-Haus in der Kölner Altstadt

## Veranstaltungen
1 Live veranstaltet diverse Partys und Konzerte im Sendegebiet, unter anderem den Musikpreis 1 Live Krone für deutsche Künstler, sowie das Newcomer-Festival Das erste Mal. Außerdem veranstaltet der Sender Charts-, Liebesalarm-, Klubbing-Partys und viele Radiokonzerte. Zudem ist 1 Live auf vielen Veranstaltungen im Sendegebiet vertreten. Ein bekanntes Beispiel ist das 1 Live Schulduell, bei dem eine Abschlussstufe ein Konzert mit einer Band für ihre Abschlussfeier gewinnen kann. Einmal im Jahr sendet 1 Live „Eine Nacht in …“, wo viele Veranstaltungen wie die 1-Live-Partys, viele Radiokonzerte und Comedy stattfinden.
Seit 2007 gibt es die „1 Live Thekenmeisterschaft“, bei der eine Band (2007/08 und 2009/10 Die Toten Hosen, 2008/09 Reamonn) gegen Tippgemeinschaften um die Ergebnisse der Fußball-Bundesliga wettet. Eine Tippgemeinschaft besteht aus mehreren Stammbesuchern einer Kneipe. Die Tippgemeinschaft mit den meisten Punkten am Ende der Bundesliga-Saison gewinnt einen exklusiven Auftritt der Band in ihrer Kneipe. Seit der Saison 2010/2011 gibt es die 1 Live Vereinsmeisterschaft bei der Vereine um eine Band spielen. In den Saisons 2010/11 und 2011/12 waren erneut Die Toten Hosen der Hauptgewinn. Die Tippgemeinschaft „Bössing Tipper“ aus Lünen konnten diesen Wettbewerb bereits zweimal für sich entscheiden (2008/2009 sowie 2010/2011).
Früher ging 1 Live einmal im Jahr, meist zum Jahresanfang, mit den Comedy-Serien im Rahmen der 1 Live Comedy Tour auf Tournee. Vor einiger Zeit hat 1 Live auch viele Techno-Partys organisiert, beispielsweise die große Eins Live Silvesterparty in den Dortmunder Westfalenhallen – zuletzt 2001, als der „Techno-Boom“ langsam nachließ. Viele Veranstaltungen waren auch organisiert von Piet Blank von Blank & Jones, der auch eine eigene Clubmusik-Sendung auf 1 Live hatte, die hauptsächlich Quality Trance präsentierte.
Ende 2010 und Anfang 2011 fand die 1 Live Hörsaalcomedy zum ersten Mal an verschiedenen Universitäten und Hochschulen des „Sektors“ statt. Die Shows wurden entweder von Tony Mono oder Motombo Umbokko moderiert. Außerdem traten verschiedene Nachwuchscomedians wie David Werker, Jimmy Breuer und Luke Mockridge auf. Dieses „Event“ wurde auch genutzt, um David Werkers Werkerpedia im Sendeplan zu etablieren.

## Auszeichnungen
- 2006 erhielt 1 Live den Echo in der Kategorie Medienpartner des Jahres
- 2010 erhielt 1 Live den Eyes & Ears Award of Europe in der Kategorie Beste Eventgestaltung & -promotion für 1 Live eine Nacht in Essen.[44]

## Livestreams
- 1 Live, 128 kbit/s
- 1 Live Diggi, 128 kbit/s